# St. Stephanus (Bergham)

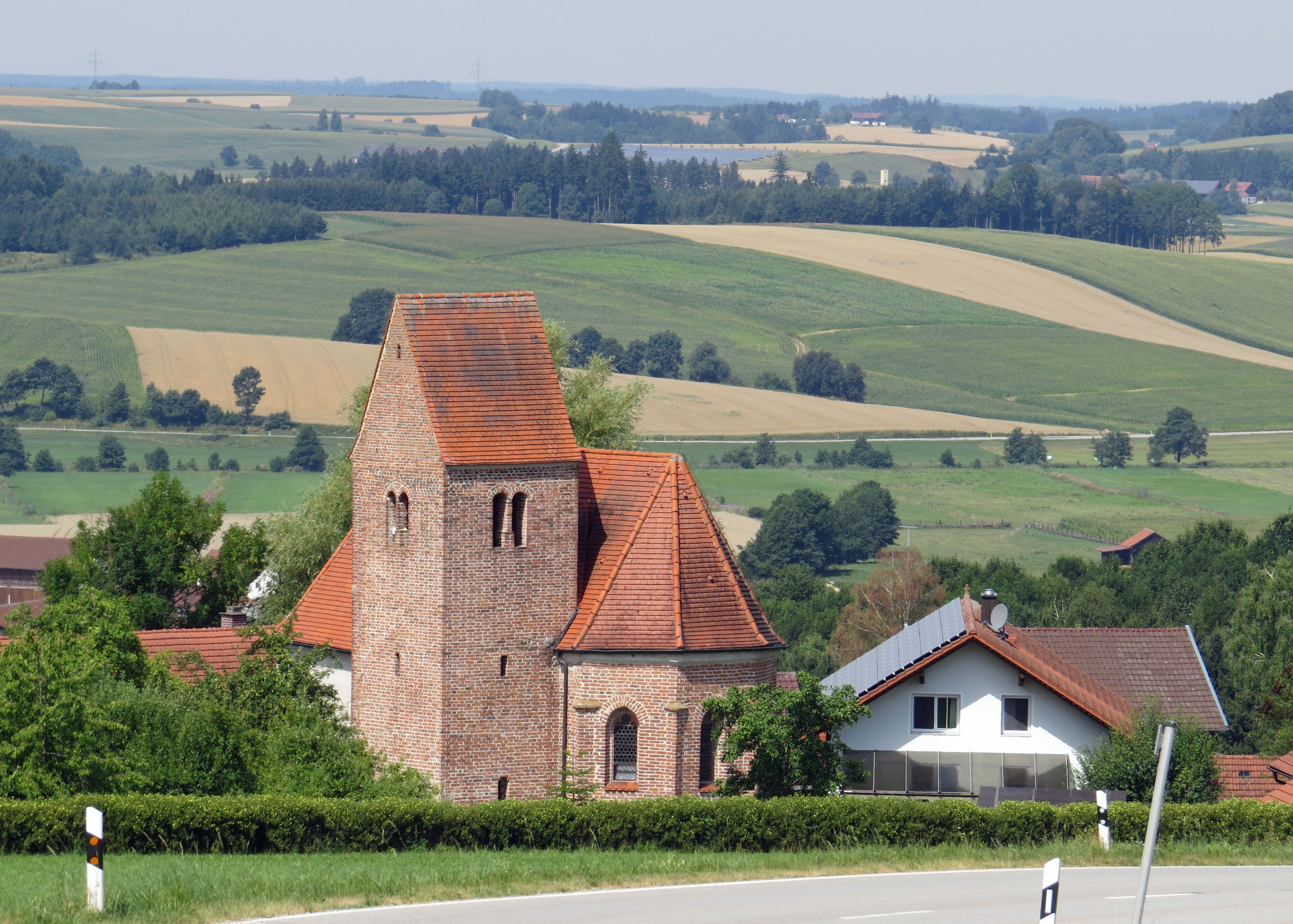
St. Stephanus in Bergham

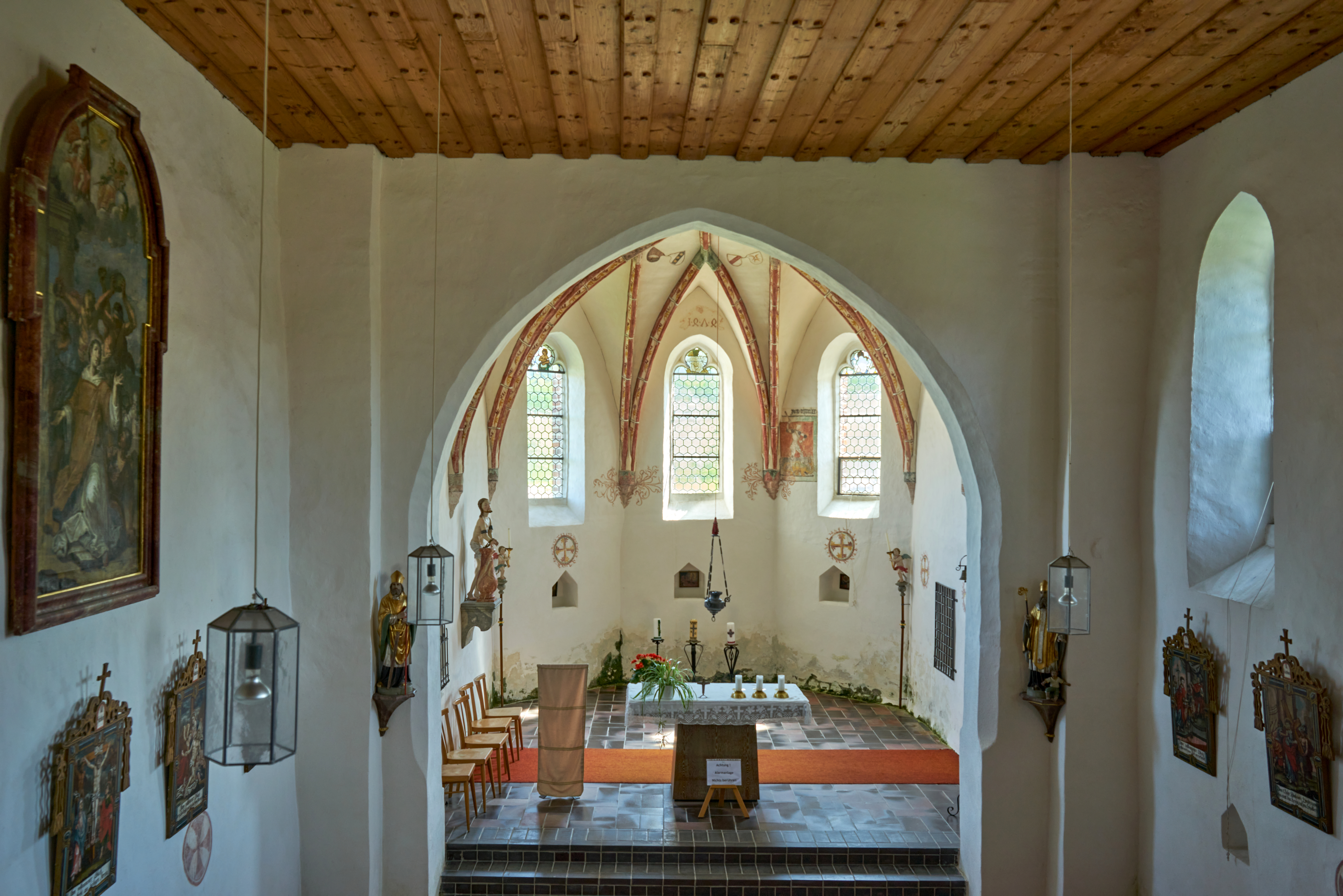
Blick zum Chor

Die römisch-katholische Filialkirche St. Stephanus steht in Bergham, einem Gemeindeteil der Gemeinde Haarbach im niederbayerischen Landkreis Passau. Sie ist in der Liste der Baudenkmäler in Haarbach unter der Nummer D-2-75-125-24 eingetragen. Die Kirche gehört zum Dekanat Pocking im Bistum Passau.

## Beschreibung
Die Saalkirche ist die Burgkapelle einer längst verschwundenen Burg. Sie besteht aus dem romanischen Langhaus, dem eingezogenen, dreiseitig geschlossenen, von Strebepfeilern gestützten spätgotischen Chor im Osten und dem Chorflankenturm an der Südwand des Chors. Chor und Turm wurden am Ende des 15. Jahrhunderts aus Backsteinen erbaut. Im obersten Geschoss des quer mit einem Satteldach bedeckten Turms steht hinter den als Biforien gestalteten Klangarkaden der Glockenstuhl. Der Chor ist mit einem Netzgewölbe überspannt.